# H. Tipton Steck
Pour les articles homonymes, voir Steck.
H. Tipton Steck est un scénariste et monteur américain né le 24 octobre 1888 à Chicago, Illinois (États-Unis), décédé le 3 juin 1953 à Los Angeles (États-Unis).

## Biographie
Employé à Universal Pictures, il fut le scénariste de quelques westerns muets réalisés par John Ford avec Harry Carey avant 1921.

## Filmographie

### comme scénariste
- 1914 : The Masked Wrestler
- 1915 : The Accounting
- 1915 : Graustark
- 1915 : Miss Freckles
- 1916 : The Phantom Buccaneer
- 1917 : Gift o' Gab
- 1918 : The Sea Flower
- 1919 : Gun Law
- 1919 : The Last Outlaw
- 1919 : Le Proscrit (The Outcasts of Poker Flat, perdu)
- 1919 : Rider of the Law
- 1919 : Les Hommes marqués (Marked Men)
- 1921 : Live and Let Live
- 1921 : The Sting of the Lash
- 1922 : Dangerous Pastime
- 1927 : Woman's Law
- 1927 : Out of the Past
- 1928 : Outcast Souls